# Koberg

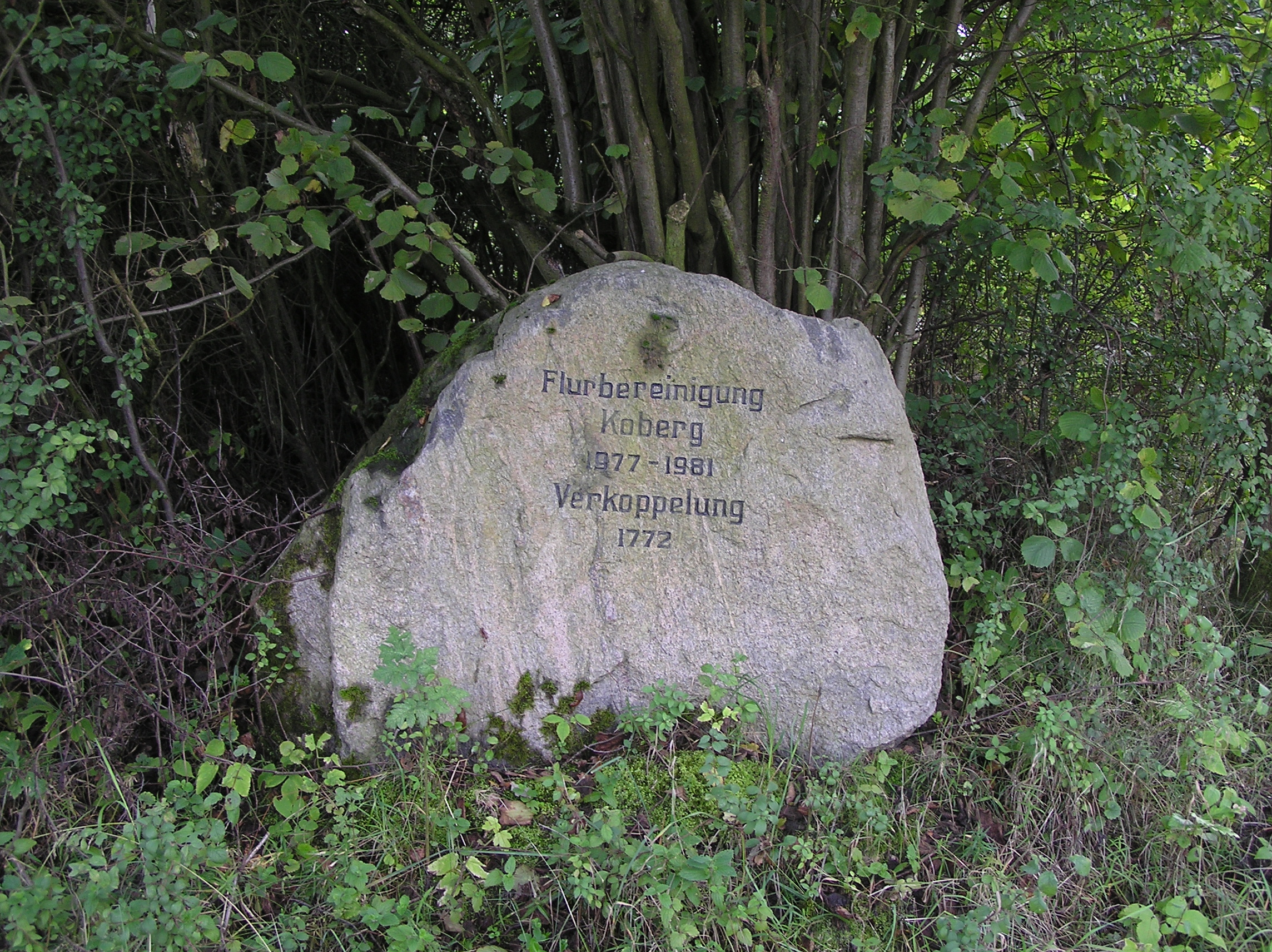
Verkoppelung und Flurbereinigung

Koberg ist eine Gemeinde im Kreis Herzogtum Lauenburg in Schleswig-Holstein östlich von Hamburg. Billbaum, Koppelkaten und Schevenböken liegen im Gemeindegebiet.

## Geschichte
Die Ersterwähnung erfolgte im Jahr 1230. Der Ort war lange Besitz der Hansestadt Lübeck. Durch den Vergleich von 1747 in Hannover fiel der Ort an das Herzogtum Lauenburg. Bis 1770 hatte die Gemeinde eine eigene, zum Kirchspiel Nusse gehörige Kapelle. Ab 1889 war Koberg Sitz des gleichnamigen Amtsbezirks. Nach Auflösung der Amtsbezirke und Bildung der Ämter 1948 gehörte die Gemeinde zum Amt Nusse, das 2008 im Amt Sandesneben-Nusse aufging.

## Politik

### Gemeindevertretung
Bei der Kommunalwahl am 14. Mai 2023 wurden insgesamt elf Sitze vergeben. Von diesen erhielt die Aktive Junge Wählergemeinschaft Koberg sechs Sitze und die Freie Wählergemeinschaft Koberg fünf Sitze.

### Wappen
Blasonierung: „In Grün über einem gesenkten goldenen Wellenbalken ein Storch in natürlichen Farben, mit erhobenem rechten Ständer, begleitet oben von einer goldenen Ähre und einem goldenen Eichenblatt.“
Der Wellenbalken symbolisiert die Bille, die Ähre die Landwirtschaft. Das Eichenblatt steht für die Wälder der Umgebung. Der Storch erinnert daran, dass bis vor wenigen Jahren noch zahlreiche Störche in Koberg brüteten.

## Infrastruktur
In Koberg wurde 2008 ein Gemeindehaus errichtet. Neben Versammlungsräumen im alten Bauernhof befindet sich im neuen Anbau ein kleiner Laden. Dieser gehört zum MarktTreff-Konzept der Landesregierung Schleswig-Holsteins, das die Nahversorgung mit Lebensmitteln auf dem Lande sichern soll. Die Kindertagesstätte mit Krippe und Ganztagsbetreuung runden das Angebot ab.
Im Jahre 2009 errang Koberg als zweiter Landessieger Schleswig-Holsteins den Titel „Dorf mit Zukunft“.